# Colonia (okręg Kluż)
Colonia (węg. Detrehemtelep) – wieś w Rumunii, w okręgu Kluż, w gminie Tritenii de Jos. W 2011 roku liczyła 468 mieszkańców.